# Johannes Verhulst
Johannes Josephus Hermanus Verhulst (Den Haag, 19 maart 1816 - Den Haag, 17 januari 1891) was een Nederlandse componist en dirigent. Als componist en als topfunctionaris in het Nederlandse muziekleven in de negentiende eeuw is zijn invloed aanzienlijk geweest. In zijn dagen was hij voornamelijk bekend als Joh. J.H. Verhulst.

## Levensloop
Het zag er niet naar uit dat hij musicus zou worden. Zijn ouders wilden dat niet, tegen advies van muziekschooldirecteur Johann Lübeck in, en bestemden hem voor werkzaamheden in de drukkerswereld. Als geluk bij een ongeluk kwam hij bij muziekuitgeverij Weygand terecht, alwaar hij zich meteen in de muziek kon verdiepen.
Vroege carrière
Verhulst zong als jongen in een katholiek kerkkoor, waar hij zich al onderscheidde door grote muzikaliteit. Als tienjarige behoorde hij tot de allereerste studenten van de Koninklijke Muziekschool in Den Haag. In zijn tienerjaren bracht hij het tot eerste violist in de hofkapel van koning Willem I. In 1836 kreeg Felix Mendelssohn Bartholdy, op vakantie in Scheveningen, van Johannes’ compositieleraar Charles Louis Hanssens de Ouverture in b opus 2 van Verhulst te zien. Mendelssohn nam hem daarop aan als leerling. In Leipzig was Verhulst van 1838 tot 1842 dirigent van het Euterpe-orkest, waarvoor hij onder andere zijn Symfonie in e schreef. Deze vertoont invloed van zijn vriend Robert Schumann, die in 1845 zijn toen vier jaar oude orkestwerk Ouverture, Scherzo en Finale aan Verhulst opdroeg.
Leidende positie
In 1842 ging hij op aandringen van koning Willem II terug naar Den Haag, waar hij directeur werd van de koninklijke hofkapel. Zes jaar later werd hij in Rotterdam als dirigent van de Maatschappij tot Bevordering der Toonkunst aangesteld. In die stad trouwde hij op 7 mei 1851 met Johanna Elisabeth Cornelia Rochussen. Het echtpaar kreeg zes kinderen.
Bij een feest in 1854 voor het zilveren jubileum van Toonkunst lukte het hem tal van buitenlandse muziekprominenten te strikken, onder wie Franz Liszt. In de jaren daarna volgden nog enige benoemingen: in 1860 bij Diligentia in Den Haag en in 1864 in Amsterdam bij Toonkunst, orkestvereniging Caecilia en Felix Meritis. In die machtige posities had hij een enorme invloed op het Nederlandse muziekleven gekregen. Hij introduceerde Schuberts Onvoltooide symfonie in Nederland en propageerde de werken van Mendelssohn, Schumann en Brahms.
Conservatisme
Zijn conservatieve smaak kwam hem echter op groeiende kritiek te staan. Zo weigerde hij Berlioz, Liszt en vooral Wagner uit te voeren. Nadat Johannes van Bree bij Felix Meritis Les Préludes van Liszt had uitgevoerd, vroeg Verhulst "of de zaal voldoende was ontsmet". Als een orkestdirectie werken uit de Nieuwe Duitse school gespeeld wilde hebben, was ze op een gastdirigent aangewezen. Vanaf 1883 was Richard Hol bij Diligentia de vaste invaller bij zulke gelegenheden. Toch heeft Verhulst wel degelijk de Totentanz van Liszt gedirigeerd. Ook bracht hij, in weerwil van zijn reputatie van behoudzucht, de Nederlandse premières van de Derde symfonie van Bruckner en de vroege Symfonie in f van Richard Strauss.
Laatste jaren
In 1886 werd hij benoemd tot erelid van Diligentia, maar tot zijn schrik en verbolgenheid ging dat - voor hem onverwacht - gepaard met zijn pensionering bij deze instelling, waar Richard Hol hem opvolgde. Daarop trad hij ook uit zijn functies in Amsterdam terug. Hij stierf teruggetrokken op 74-jarige leeftijd. Hij werd onder belangstelling van de Haagse en Amsterdamse muziekwereld begraven op Oud Eik en Duinen te Den Haag.

## Werk
Na zijn terugkeer in Nederland in 1842 legde Verhulst zich vooral toe op het componeren van Nederlandse liederen. Hij heeft in het spoor van Schubert en Schumann enkele tientallen liederen geschreven, gewoonlijk op teksten van Jan Pieter Heije. Kenmerkend zijn de voor die tijd uitgebreide chromatiek en lange voor- en naspelen. In zijn beste liederen benadert hij het niveau van zijn idool Schumann. Hij componeerde ook minder ambitieuze liederen. Eén daarvan, "Honger is de beste saus" (op tekst van Heije), werd opgenomen in de populaire liedbundel Kun je nog zingen, zing dan mee. Ook enkele kinderliedjes uit het liedboek Kinderliederen van J.P. Heije (1843) werden door Verhulst getoonzet, waaronder het liedje "Heisa! dat hamert er lustig op toe".
Voorts schreef hij geestelijke muziek (waaronder vier Missen op. 20, 50, 52 en 55 en het Requiem op. 51). Hij was ook de componist van de Pius Cantate, een ode aan paus Pius IX op tekst van Herman Schaepman, waarvan het begin "Aan U, o Koning der eeuwen" lange tijd als zelfstandige hymne populair was in de Nederlandse Rooms-Katholieke Kerk.
Seculiere vocale werken van Verhulst zijn de cantates Floris de Vijfde op het slot te Muiden op. 23 en Rembrandt Feestgezang op. 48. Tot zijn orkestwerken behoren de Symfonie in e op. 46, die af en toe nog wordt gespeeld, en drie ouvertures (op. 2, 3 en 8). De bekendste hiervan is de Ouverture Gijsbrecht van Aemstel op. 3, die in 1839 in première ging. Voor harmonieorkest schreef hij in 1844 Gruss aus der Ferne op. 7. Ook componeerde hij kamermuziek, waaronder drie strijkkwartetten op. 6a, 6b en 21.
Alhoewel zijn naam prijkt op de eregalerij in het Concertgebouw kwamen zijn werken zelden op de lessenaar aldaar. Tussen 1889 en 2006 (met nadruk op de periode vlak na zijn overlijden) speelde het Concertgebouworkest tijdens 48 concerten een werk van hem, meest onder dirigent Willem Kes, meest uitgevoerde werk aldaar was Gruss aus der Ferne, opus 7.

## Privé
Hij was zoon van Anna van Tiel en klerk Bernardus Jacobus Verhulst. Hijzelf was sinds 1851 getrouwd met Johanna Elizabeth Cornelia Rochussen. Twee dochters werden ook musicus:
- Anna Charlotte (1858-1938) bracht het tot hofpianiste, trouwde met Balthazar Elischer en verhuisde naar Australië. Hun dochter Edith (Burnett) Elischer, zelf sopraan schonk rond 1961 bewaarde correspondentie van haar grootvader aan het Gemeentemuseum Den Haag. [3]; Anna speelde in 1889 onder Willem Kes in het Concertgebouw
- Louise Henriette Verhulst (1862-) was sopraan, studeerde en woonde in Leipzig, ze trouwde in 1888 met ambtenaar/politiecommissaris (Iwan) Bernhard Baumbach en verdween van de Nederlandse podia.

Beide dochters musiceerden tijdens een concert ter gelegenheid van de 70ste verjaardag van hun vader in het Paleis voor Volksvlijt. Johannes Verhulst was ridder in de Orde van de Nederlandse Leeuw en commandeur in de Orde van de Eikenkroon.
Haendel · Lulli · Scarlatti · Mozart · Cherubini · Weber · Berlioz · Chopin · Liszt · Wagner · Gounod · Reincken · Schuijt · Obrecht · Sweelinck · Orl. Lassus · Clemens n.P. · Wanning · Brahms · Rubinstein · Niels Gade · Verhulst · Schumann · Mendelssohn · Schubert · Spohr · Beethoven · Haydn ·  Bach · Strawinsky · Pijper · Ravel · Reger · Wagenaar · Tschaikovsky · Zweers · Bruckner · Mahler · Franck · Diepenbrock · Debussy · Dopper · Richard Strauss · Röntgen · Bartók · Dvořák
- Bibliothèque nationale de France: cb139591896 (data)
- Biografisch Portaal: 75878488
- CiNii: DA13138907
- Gemeinsame Normdatei: 117388483
- International Standard Name Identifier: 0000 0000 8384 9501
- Library of Congress Control Number: no93030315
- MusicBrainz: 37d62d93-e34a-41d4-a66a-c7c359d68a90
- Nationale Bibliotheek van Tsjechië: mzk2015869220
- Nederlandse Thesaurus van Auteursnamen: 068419198
- SNAC: w6cr8xj6
- Virtual International Authority File: 56802598
- WorldCat: E39PBJdCtDTbppBMPv3RhKhCQq